# Kamenný Malíkov
Kamenný Malíkov (deutsch Stein-Moliken) ist eine Gemeinde in Tschechien. Sie liegt elf Kilometer nordöstlich von Jindřichův Hradec und gehört zum Okres Jindřichův Hradec. Sie hat 60 Einwohner.

## Geographie

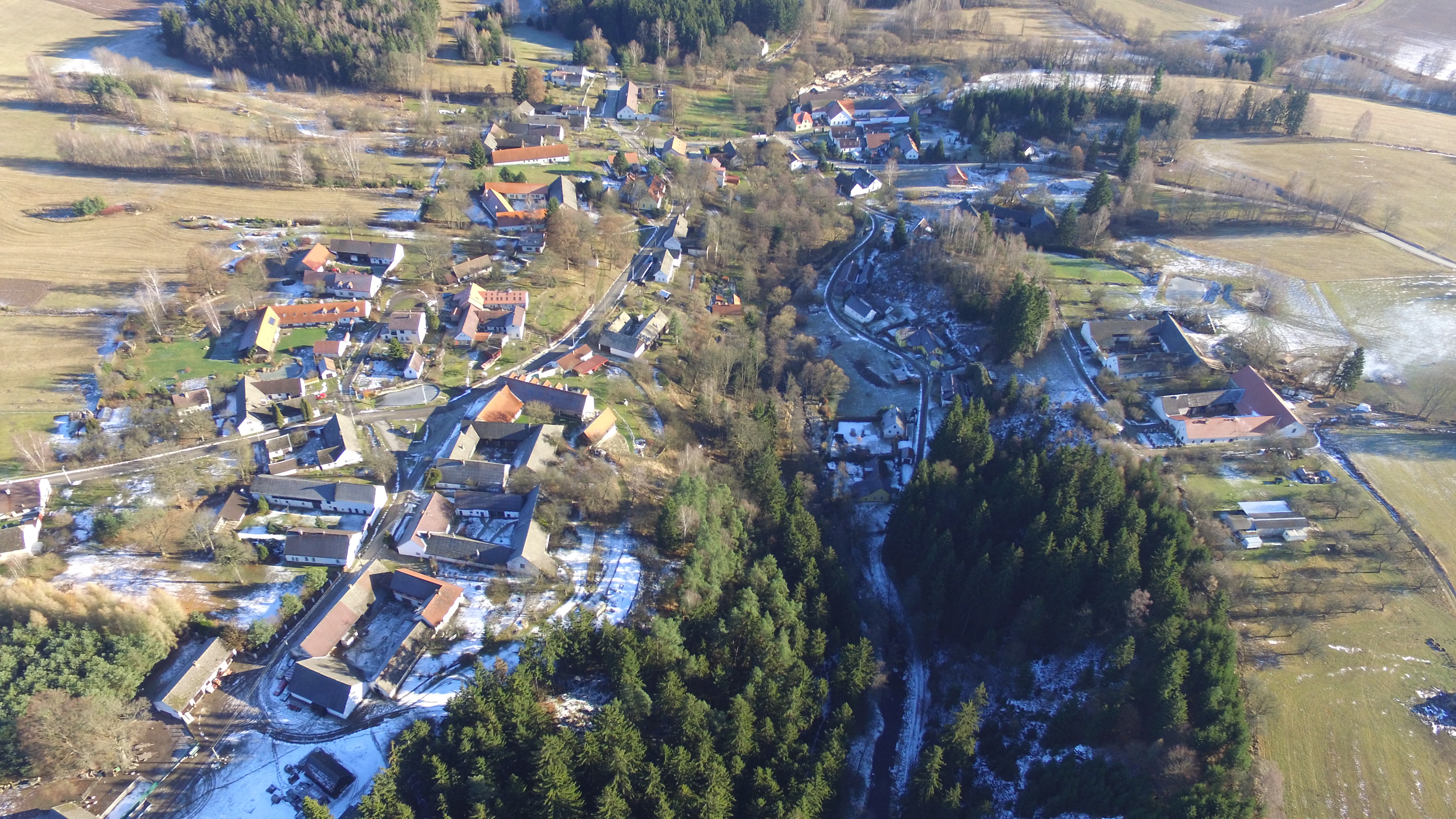
Kamenný Malíkov von oben

Kamenný Malíkov befindet sich beiderseits des Flüsschens Žirovnice in der Böhmisch-Mährischen Höhe.
Nachbarorte sind Zdešov im Norden, Vlčetín im Nordosten, Bednáreček im Osten, Česká Olešná im Südosten, Bednárec im Südwesten, Pejdlova Rosička und Hostějeves im Westen sowie Nová Včelnice im Nordwesten.

## Geschichte
Erstmals urkundlich erwähnt wurde das Dorf im Jahre 1654. Es war nach Jarošov nad Nežárkou gepfarrt und bestand 1890 aus 41 Häusern, in denen 289 Menschen lebten.

## Gemeindegliederung
Für die Gemeinde Kamenný Malíkov sind keine Ortsteile ausgewiesen.

## Sehenswürdigkeiten
- Kapelle der Hl. Anna, am Dorfplatz
- steinerne Brücke über die Žirovnice